# Halliku
Halliku (Duits: Hallick) is een plaats in de Estlandse gemeente Mustvee, provincie Jõgevamaa. De plaats heeft de status van dorp (Estisch: küla).
Tot in oktober 2017 lag Halliku in de gemeente Saare. In die maand werd Saare bij de gemeente Mustvee gevoegd.

## Bevolking
De ontwikkeling van het aantal inwoners blijkt uit het volgende staatje:
| Jaar            | 2011 | 2017 | 2019 | 2020 | 2021 |
| --------------- | ---- | ---- | ---- | ---- | ---- |
| Aantal inwoners | 48   | 53   | 53   | 46   | 44   |

## Ligging
Halliku ligt tegen de grens met de gemeente Peipsiääre in de provincie Tartumaa aan. De loop van de rivier Haavakivi, een zijrivier van de Kääpa, valt min of meer samen met de provinciegrens. Aan de overkant liggen Assikvere en Kokanurga.
De naam van de plaats kan afgeleid zijn van het woord allikas, ‘bron’. Er zijn inderdaad negen bronnen op het grondgebied van het dorp. De naam kan echter ook afgeleid zijn van de Estische achternaam Hallik.

## Geschiedenis
Halliku werd in 1582 voor het eerst genoemd onder de naam Alika. In 1585 heette het dorp Halikos. In 1588 stond het bekend als Halikusth en in 1627 als Hallickus. In de 17e eeuw viel het onder het landgoed van Ludenhof (Luua), in 1782 werd het een Hoflage, een niet-zelfstandig landgoed, onder Saarenhof (Kääpa). In 1796 werd Halliku een zelfstandig landgoed, maar het had wel dezelfde eigenaar als Saarenhof, de familie Manteuffel. Ernst graaf Manteuffel was de laatste eigenaar voor het landgoed in 1919 door het onafhankelijk geworden Estland werd onteigend.
In 1921 werd Halliku onder de naam Alliku officieel een dorp. Die naam droeg het tot 1977. Toen werd het herdoopt in Halliku. In dat jaar werd ook het buurdorp Lea bij Halliku gevoegd.
Tussen 1785 en 1969 had Halliku een dorpsschool.